# 오노촌 (후쿠시마현 후타바군)
오노촌(大野村)은 1954년까지 후쿠시마현 후타바군에 있었던 촌이다. 1954년 11월 1일 오노촌, 구마마치촌 등 2개 촌이 합병하여 오쿠마정이 신설되고 폐지되었다.

## 역사
- 1889년 4월 1일 - 정촌제 시행과 함께 3촌이 합병해 시네하군 오노촌이 성립하였다. 호수 204, 인구 1,303명.
- 1896년 4월 1일 - 시네하군과 나라하군이 합병해 후타바군이 성립하여, 후타바군 오노촌이 되었다.
- 1904년 - 오노역이 개업하였다.
- 1954년 11월 1일 - 오노촌, 구마마치촌 등 2개 촌이 합병하여 오쿠마정이 신설되고, 오노촌 등은 폐지되었다.

## 행정
- 역대촌장

| 대 | 성명       | 취임      | 퇴임          | 비고               |
| -- | ---------- | --------- | ------------- | ------------------ |
| 1  | 石田茂宗   | 1889. 7.  | 1907. 12.     |                    |
| 2  | 渡辺則綱   | 1908. 4.  | 1916. 4.      |                    |
| 3  | 脇坂綱次郎 | 1916. 4.  | 1928. 5.      | 제3·7대 촌장       |
| 4  | 石田友宗   | 1928. 5.  | 1932. 5.      |                    |
| 5  | 石田弼宗   | 1932. 5.  | 1936. 5.      |                    |
| 6  | 渡辺縫     | 1936. 5.  | 1942. 7. 29.  |                    |
| 7  | 脇坂綱次郎 | 1942. 9.  | 1945. 3.      | 재임. 제3·7대 촌장 |
| 8  | 愛場等     | 1945. 4.  | 1947. 4.      |                    |
| 9  | 木幡一清   | 1947. 4.  | 1948. 10. 9.  |                    |
| 10 | 斉藤正     | 1948. 12. | 1954. 10. 31. |                    |

## 교통

### 철도
- 국철 조반선

## 참고 문헌
- 『大熊町史』第一巻（福島県双葉郡大熊町、1985.